# Elijah Muhammad

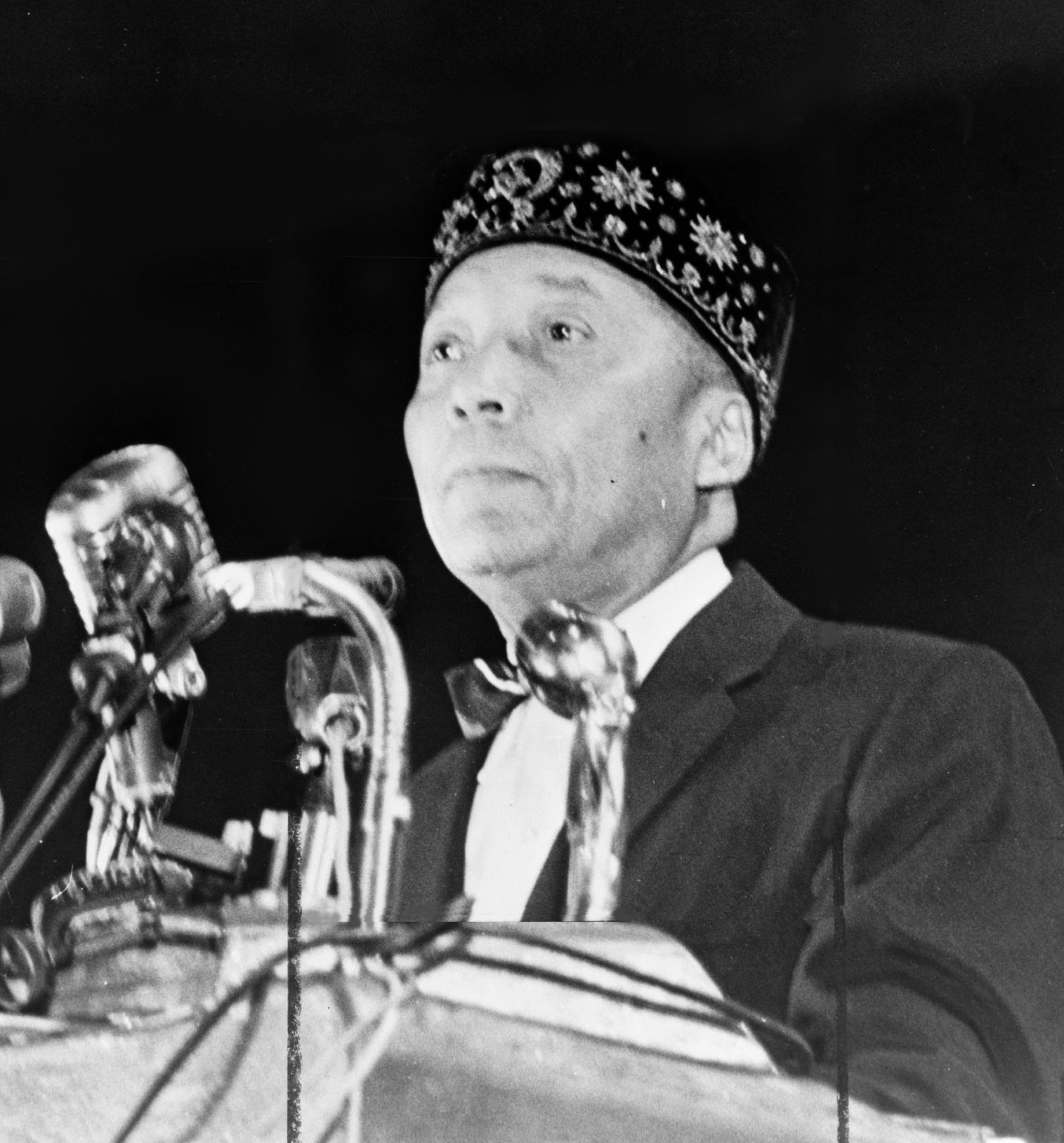
Elijah Muhammad (1964)

Elijah Muhammad (* 7. Oktober 1897 als Elijah Robert Poole in Sandersville, Washington County, Georgia; † 25. Februar 1975 in Chicago) war ein US-amerikanischer schwarzer Bürgerrechtler und 42 Jahre lang Leiter der Nation of Islam. Religionshistorische Bedeutung kommt ihm auch deswegen zu, weil er den Koran bei den afroamerikanischen Muslimen einführte. Viele der Praktiken und Lehren, die Elijah Muhammad bei der Nation of Islam einführte, werden indessen von anderen Muslimen als häretisch und unislamisch betrachtet. Viele Muslime lehnen es deswegen auch stark ab, seine Bewegung als Islam zu beschreiben.

## Leben
Elijah Muhammad wurde als Elijah Robert Poole als siebtes von dreizehn Kindern in Sandersville geboren. Um 1900 zog die Familie nach Cordele, Georgia. Sein Vater William Poole Sr. (1868–1942) war baptistischer Prediger und Landarbeiter, seine Mutter war Mariah Hall (1873–1958), Hausfrau und Landarbeiterin. Beide Eltern arbeiteten als sogenannte Sharecropper, sehr schlecht bezahlte Landarbeiter, die Schulden durch Arbeit abbezahlten. Nach dem Abschluss der vierten Klasse musste Elijah die Schule verlassen, um seinem Vater auf den Feldern zu helfen.
Mit dem Alter von 16 Jahren verließ Elijah das Haus seiner Eltern und begegnete Clara Evans (1899–1972), die er 1917 heiratete. Das jungvermählte Paar zog bei Elijahs Bruder Sam und seiner Familie ein, die in einer Barracke wohnte, die einem weißen Plantagenbesitzer gehörte. Als Clara 1921 ihren ersten Sohn Emmanuel gebar, fand Elijah Arbeit in Macon bei der Cherokee Brick and Tile Company. Kurze Zeit später bekam er Arbeit bei der Southern Railroad Company, doch wurde er nach einem Zwischenfall mit einem weißen Arbeitgeber entlassen.
Im April 1923 entschlossen sich Elijah und seine Frau, im Norden nach Wohlstand zu suchen. Damit wurden sie Teil der Great Migration. Zwischen 1910 und 1940 wanderten hunderttausende Afroamerikaner aus den Südstaaten in den Norden der USA (sog. erste ). Sie verließen beide Georgia, wo zur damaligen Zeit noch rassistische Gesetze galten, die sogenannten Jim-Crow-Gesetze, die Schwarze diskriminierten. Poole selbst war vor seinem zwanzigsten Lebensjahr Zeuge geworden, wie drei Schwarze gelyncht worden waren. Darüber sagte er später seinem Biographen: „Ich habe genug Grausamkeiten des weißen Mannes für die nächsten 26.000 Jahre gesehen.“ Die Pooles zogen nach Hamtramck, Michigan.
Elijah Poole gab an, im Jahre 1931 das Wort Gottes in Gestalt von Wallace Fard Muhammad empfangen zu haben. Poole trat der Nation bei. Er legte seinen „Sklavenhalternamen“ ab und nahm zunächst den islamischen Namen Karriem an, später den Namen Muhammad. Elijah Muhammad leitete später den Tempel Nummer 2 in Chicago. Sein jüngerer Bruder Kalot Muhammad wurde Führer der Fruit of Islam, der Selbstverteidigungsgruppe der Nation. 1934 gründete er die Muhammad University of Islam.
Nach einem kurzen Aufenthalt in Milwaukee zog Elijah Muhammad nach Washington D.C. Im Mai 1942 wurde Elijah Muhammad wegen Wehrdienstverweigerung inhaftiert. Die Zeit von 1943 bis 1946 verbrachte er im Gefängnis. Während des Zweiten Weltkriegs weigerte er sich, zu kämpfen, da er diesen Krieg als nicht gerecht ansah. Er musste daher für vier Jahre ins Gefängnis und leistete seine Strafe in der Federal Correctional Institution in Milan, Michigan, ab.
Nach dem Zweiten Weltkrieg wurde Elijah Muhammad zu einem Wegbereiter des Schwarzen Nationalismus. In den frühen 1950er Jahren förderte Elijah Muhammad den Bürgerrechtler Malcolm X. Durch seine Bemühungen erlangte die Nation of Islam eine hohe politische Stellung und gewann viele neue Mitglieder. Später distanzierte sich aber Malcolm X von Elijah Muhammad und seiner Organisation, da er Muhammads Lehre und Wirken als im Gegensatz zum orthodoxen Islam stehend betrachtete. Vor allem lehnte Malcolm X den Separatismus und die von der Nation of Islam propagierte rassistische Ideologie der Black Supremacy ab. Muhammad wurde – unter anderem von Malcolm X – vorgehalten, er habe mindestens sechs außereheliche Kinder gezeugt. Der Journalist Steven Barboza nannte dreizehn außereheliche Kinder. Thomas Hagan, Mitglied der Nation of Islam und einer der Mörder von Malcolm X, erklärte 1977, der Mord an Malcolm X sei auch eine Vergeltung für dessen Kritik an Elijah Muhammad gewesen.
Elijah Muhammad leitete die Nation of Islam bis zu seinem Tode im Jahre 1975. Unter seiner Leitung zählte die Nation of Islam mehr als 20.000, zeitweise bis zu 50.000 Mitglieder, betrieb 130 Tempel und bot umfangreiche soziale Dienste an. Elijah Muhammad starb 77-jährig am 25. Februar 1975 an Herzversagen im Mercy Hospital in Chicago.

## Lehren
Elijah Muhammad lehrte, dass Fard Muhammad aus dem Stamm Quraisch stamme und eine Inkarnation Allahs sei. Auch bezeichnete er ihn als den „großen Mahdi“ (Great Mahdi). Er sei gekommen, um die Afro-Amerikaner aus der Sklaverei zu befreien, indem er ihnen wahre Erkenntnis von ihnen selbst, von Gott und dem Bösen gebe und „400 Jahre von Tränen, Weinen, Trauer und Stöhnen unter dem Joch der Knechtsschaft“ wegwische. Elijah Muhammad betrachtete sich selbst als Gesandten von Fard Muhammad. Er lehrte, dass dieser ihm vor seinem Verschwinden im Jahre 1934 die Führung seiner Bewegung übertragen und ihn als „Supreme Minister of the Nation of Islam“ und „Messenger of Allah“ eingesetzt habe.
Elijah Muhammad meinte, dass Himmel und Erde hier auf der Erde seien, und hielt den weißen Mann für den Teufel. Nach seiner Lehre war nach einer von Gott verursachten Katastrophe, bei der der Planet in zwei Teile, Erde und Mond, gespalten wurde, lediglich der „asiatisch“-schwarze Stamm der Shabazz übrig geblieben, der sich daraufhin im Nildelta und in Mekka niederließ. Der Begriff „asiatisch“ (Asiatic) erklärt sich daraus, dass im Verständnis von Eliah Muhammad Afrika identisch mit Ost-Asien ist. Aus dem Stamm Shabazz ging mehrere Jahrtausende später ein Mann namens Yakub hervor, der eine Vielzahl von Menschen um sich zu scharen vermochte, indem er ihnen Reichtum versprach und den Islam predigte. Da Yakubs Lehren eine immer größere Reichweite erlangten, wurden er und seine 59.999 Anhänger auf eine Insel in der Ägäis verbannt, wo es Yakub im Zuge eines 600 Jahre langen eugenischen Experimentes gelang, eine neue, bösere und weiße Menschenrasse zu erschaffen. Nachdem die auf der Insel lebenden Weißen nach Mekka zurückgekehrt waren und die Schwarzen gegeneinander aufgestachelt hatten, wurden sie nach Europa vertrieben. Dort lebten sie fortan als unzivilisierte Wilde, die Propheten, wie Mose, Jesus und Mohammed vergeblich versuchten zu bekehren. Es war jedoch göttliche Vorsehung, dass das weiße Volk 6.000 Jahre lang über das Schwarze herrschen und dieses unter anderem versklaven sollte. Jene Sklaverei würde im Jahr 1955 durch das Kommen von Wallace Fard Muhammad, den Gründer der Nation of Islam und die Reinkarnation Allahs, enden. Für die „weißen Teufel“ sagte Elijah dagegen eine dunkle Zukunft voraus. Er versprach, alle von ihnen zu verbrennen, kein einziger würde übrigbleiben. Viele Ideen dieses Rassen- und Endzeitmythos stammten von Fard Muhammad.
Elijah Muhammad behauptete, Fard Muhammad habe ihm einen arabischen und einen englischen Koran und eine Leseliste mit 104 Büchern übergeben. Wenn er sich auf den Koran berief, benutzte er meistens die englische Ahmadiyya-Übersetzung von Muhammad Ali, wobei er sich auch gerne auf Muhammad Alis Erklärungen stützte. Wenn Elijah Muhammad den Koran zitierte, rahmte er die Zitate meist mit Deutungen, die seinem Rassen- und Endzeitmythos entnommen waren. Häufig berief sich Elijah Muhammad auch auf die Bibel, doch sah er sie eigentlich als „Giftbuch“ (poison book) an.

## Ehrungen
- Die Stadt Detroit gab der Linwood Avenue den weiteren Namen Elijah Muhammad Blvd.
- Molefi Kete Asante, Professor für African American studies, listete Muhammad auf seiner Liste der 100 größten Afroamerikaner auf.[27]

## Darstellungen im Film und in Serien
- Elijah Muhammad wurde von Al Freeman, Jr. in Spike Lees Spielfilm Malcolm X dargestellt.
- Albert Hall, der in Spike Lees Film die Figur "Baines" darstellte, spielte Elijah Muhammad im Film Ali.
- In Precious – Das Leben ist kostbar wird ein Plakat mit der Aufschrift „Elijah Muhammad lives!“ verwendet.
- Jerome A. Wilson spielt Muhammad in One Night in Miami aus dem Jahr 2020.
- Nebenfigur in der Serie Godfather of Harlem

## Frauen von Elijah Muhammad
- Clara Muhammad
- Tynetta Muhammad

## Kinder mit Clara Muhammad
- Ethel
- Lottie
- Jabir Herbert Muhammad
- Warith Deen Mohammed
- Akbar Muhammad
- Nathaniel Muhammad
- Emmanuel Muhammad